# Bretten (stacja kolejowa)

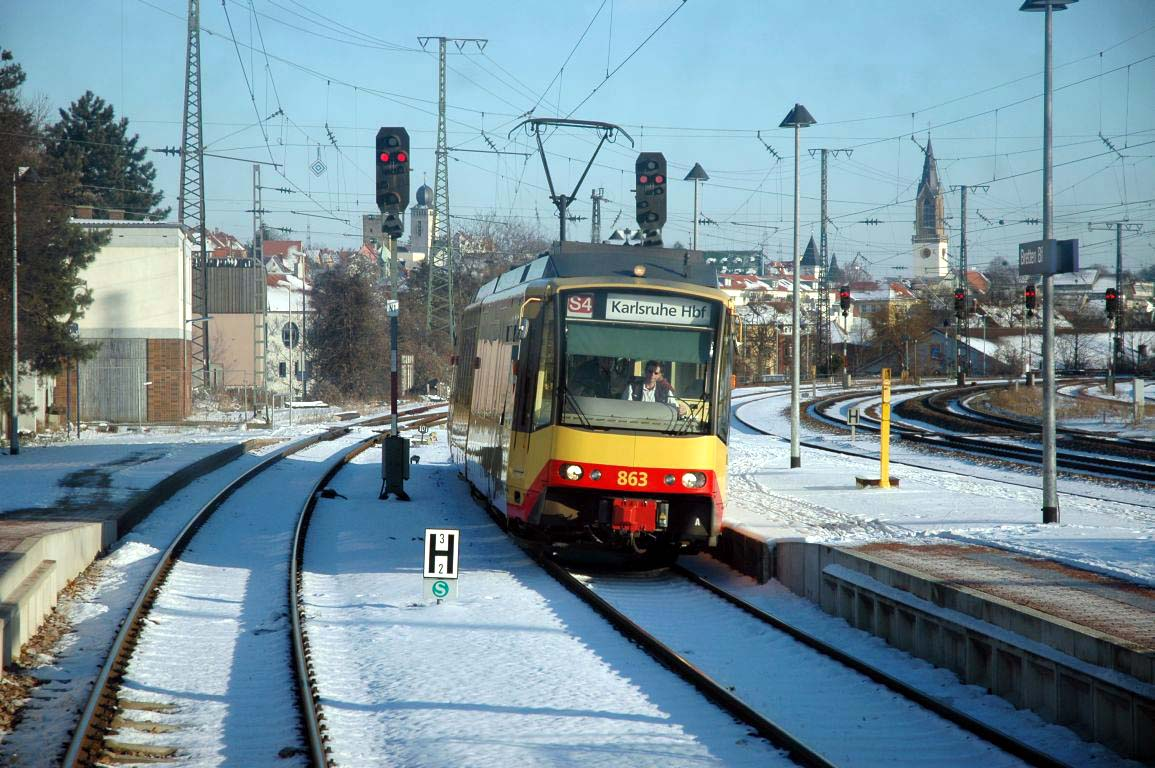

Bretten – stacja kolejowa w mieście Bretten, w kraju związkowym Badenia-Wirtembergia, w Niemczech.
Stacja została otwarta 1 października 1853. Przechodzą przez nią linie: Karlsruhe – Heilsbronn i Mühlacker – Bruchsal.